# Vailele
Vailele – miejscowość w Samoa, na wyspie Upolu. Według danych oficjalnych na rok 2016 liczy około 2,9 tys. mieszkańców.